# Carpintería de ribera

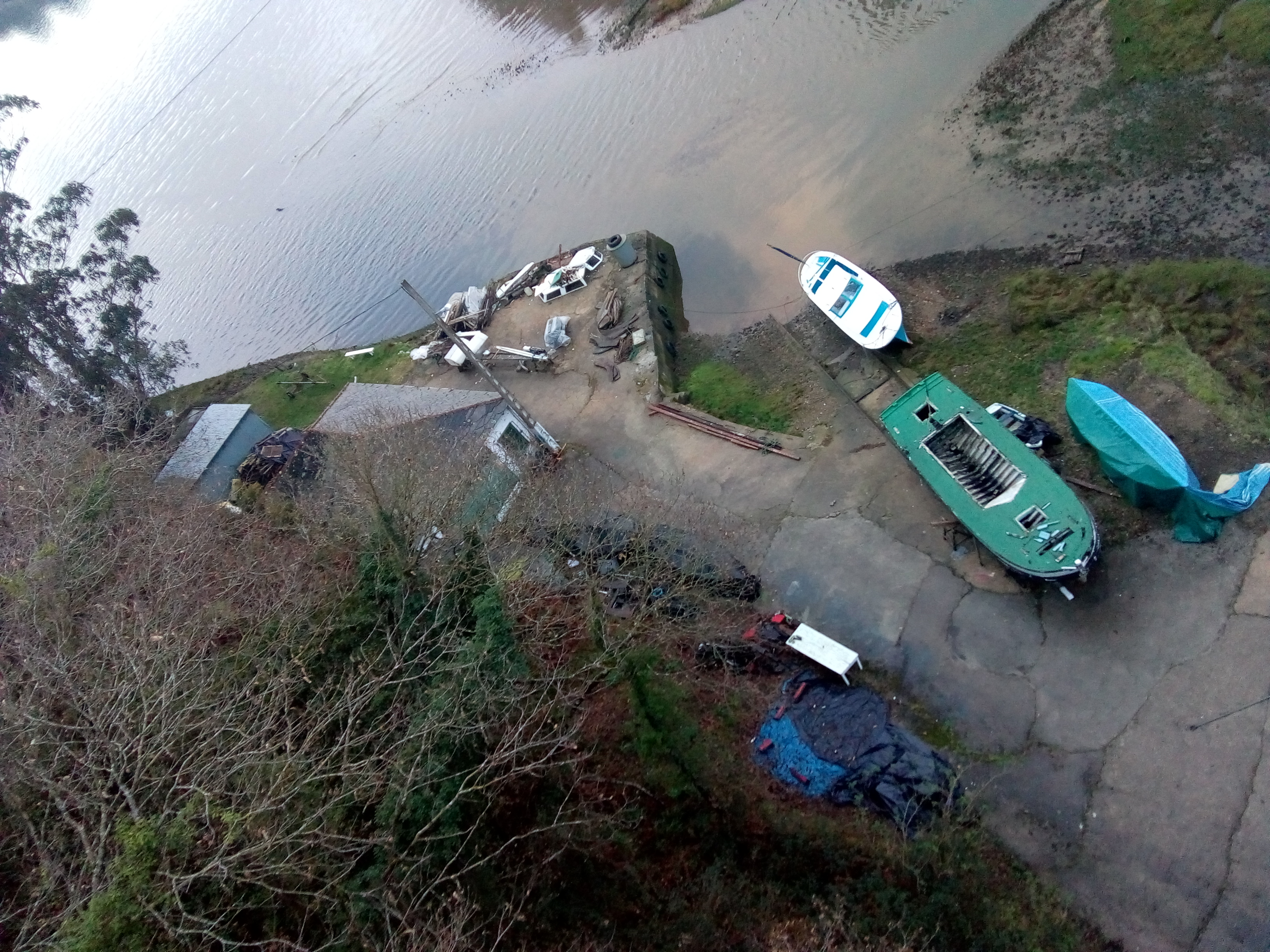
Taller de carpintería de Ribera en Castropol

La carpintería de ribera es un oficio que se ocupa de la construcción artesanal y reparación apropiada de embarcaciones en madera. A día de hoy no puede considerarse en desuso en Europa, ya que el amor por la navegación y construcción tradicional es un valor en alza en el "viejo" continente. Igualmente, aunque por otros motivos, existen todavía muchos ejemplos de carpintería de ribera en varios continentes.

## Historia
La carpintería de ribera nace con la navegación, el primer pueblo del cual se conocen las técnicas de construcción son los antiguos egipcios, que construían barcos en madera desde el 3000 a. C.
En España, las necesidades de construcción naval después del descubrimiento de América, y durante todo el siglo XVI, se incrementó fuertemente y se requirió mano de obra especializada, específicamente de carpinteros de ribera. Pero no solo en la península, sino que cruzaron el Atlántico para establecerse especialmente en la costa novohispana del Pacífico. Allí, el impulso de encontrar las islas de la Especiería y la exploración de los mares del Sur hizo que se construyeran numerosos buques a la manera tradicional española, dirigidos por expertos carpinteros de ribera en lugares como Puerto de Santiago, Puerto de la Navidad, Zacatula o Huatulco. De esta forma, hasta finales del siglo XVI, la construcción naval era la de los carpinteros de ribera, que posteriormente, también debieron establecerse en Filipinas, para construir allí con mano de obra local.

## Técnicas de construcción

### Selección de la madera
Se seleccionas las piezas más importantes de la estructura (roda, codaste, cuadernas) en madera que tenga dureza y curvatura ideal: por ejemplo, roble. Mientras las piezas de larga longitud, quilla y sobrequilla, se buscan en una madera que tenga dimensiones ideales como eucalipto o ciprés.

### Almacenamiento al aire libre
Para obtener un grado de humedad ideal, la madera se almacena al aire libre por un tiempo suficientemente largo.

### Dibujo de los planos
Antes de empezar la construcción, se realizan los dibujos en la mesa de gálibo.

### Quilla, roda y codaste
Se empieza la construcción con la quilla, en la cual se unen roda (proa) y codaste (popa). Estas tres piezas se afirman con durmientes, que entregan rigidez.

### Cuadernas
Al principio se colocan las dos cuadernas denominadas tercio de proa y tercio de popa, respectivamente al tercio anterior y posterior de la medida total de la quilla. Se termina añadiendo todas las cuadernas que se necesitan según el tamaño del barco. En embarcaciones de mayor porte, se hacen firmes las cuadernas encima de la quilla sobreponiendo a esta la sobrequilla.

### Baos
A las cuadernas se unen, de costado a costado a nivel de cubierta, los baos que la van a soportar.

### Forro del casco
El casco se entabla a partir de la obra muerta; o sea desde el alto hasta la línea de flotación, para seguir desde la quilla hasta terminar con la obra muerta ya entablada - obra viva.

### Calafateo
Se sellan las aberturas entre las tablas del casco colocando pabilo de algodón trenzado, con un mazo y herramienta de calafateo, parecido a una cuña metálica.